# 妊娠滋养细胞疾病
妊娠滋养细胞疾病（英語：Gestational trophoblastic disease, GTD），是一组和妊娠相关的肿瘤。此类肿瘤非常罕见，并且出现于子宫且有生长失控。这类产生疾病的生殖细胞称之为滋养细胞（英語：trophoblasts），产生于怀孕期间生成胎盘的组织。
妊娠滋养细胞疾病有不同类型的疾病。葡萄胎在通常情况是良性的，但是一些情况也会转化具备恶性特征，极少数情况会恶化为绒毛膜癌并迅速扩散。这类疾病对化学疗法非常敏感，并且有非常好的预后。
妊娠滋养细胞疾病可能会刺激怀孕，因为子宫可能会包括异常的胎儿组织。这类组织的生长速度相当于正常妊娠，并且产生一类绒膜促性腺激素。尽管妊娠滋养细胞疾病会直接影响育龄期妇女，但很少病发于绝经期妇女。

## 相关
- 滋养层肿瘤（英语：Trophoblastic neoplasms）